# Сичкин, Борис Михайлович
Бори́с Миха́йлович (Моисе́евич) Си́чкин (15 августа 1922, Киев — 21 марта 2002, Нью-Йорк) — советский и американский киноактёр, танцор и хореограф, композитор, мемуарист, мастер разговорного жанра.

## Биография
Борис Моисеевич Сичкин родился 15 августа 1922 года в Киеве в семье еврея-сапожника, умершего, когда Борису было 4 года. Старший брат обучил Борю танцам, и выступления он, по собственным воспоминаниям, начал на Еврейском базаре перед собиравшимися там уголовниками. После побега из дома был исключён из школы. В 1937—1941 годах учился в Киевском хореографическом училище, одновременно танцевал в Ансамбле народного танца УССР.
С 15 июня 1941 года в составе Ансамбля песни и пляски КВО. Участник Великой Отечественной войны. В 1941—1946 годах — во фронтовом ансамбле, однополчанин будущих народных артистов Украинской ССР Юрия Тимошенко, Ефима Березина, Александра Сегала и хореографа Бориса Каменьковича. Некоторое время находился в действующей армии и принимал непосредственное участие в боевых действиях. За образцовое выполнение боевых заданий командования на фронте борьбы с немецкими захватчиками и проявленные при этом мужество и героизм награждён медалью «За боевые заслуги» (приказ по войскам Белорусского фронта от 25 октября 1943 года № 18/н).
В 1947—1948 годах — солист Ансамбля песни и пляски Советской Армии имени А. В. Александрова, в 1948—1966 годах — артист Москонцерта. С 1955 года работал в ансамбле литературной и театральной пародии «Синяя птичка» под руководством В. Ю. Драгунского, исполнял интермедии, был автором текстов, балетмейстером. Участвовал в работе «закулисного» театра «Крошка» (ЦДРИ), джаз-оркестра Эдди Рознера. Балетмейстер многих эстрадных номеров и программ. Славу ему принесла роль куплетиста Бубы Касторского в фильмах про неуловимых мстителей.
В 1973 году в Тамбове был арестован по подозрению в хищении государственного имущества в крупных размерах. Через год был освобождён. Следствие продолжалось ещё несколько лет. В конце концов Борис Сичкин был окончательно оправдан.
В 1979 году с женой Галиной Рыбак и сыном Емельяном уехал в США. Член редколлегии нью-йоркской газеты на русском языке «Русский базар». В 1994 году впервые после эмиграции приехал в Россию. Снялся в нескольких фильмах. 
Подрабатывал тамадой в ресторанах. Ежегодно устраивал сольные концерты для представителей русской эмиграции.
Последние годы провёл в социальном доме для семей с невысокими доходами в нью-йоркском районе Куинс.
Умер 21 марта 2002 года от инфаркта в своей квартире в Нью-Йорке. Вскоре по желанию жены останки Бориса Сичкина были извлечены из могилы и кремированы, а урна с прахом перевезена в Москву и около 6 лет хранилась у друзей семьи Сичкиных — в квартире и гараже композитора Андрея Писклова. Лишь 18 апреля 2008 года прах был захоронен. Прощание прошло в Доме кино, а затем урна с прахом была помещена в колумбарий (саркофаг) у 1 уч. Ваганьковского кладбища.

### Семья
Жена (с 1947 года) — Галина Емельяновна Рыбак (1919—2016), танцовщица и куплетистка, балетмейстер, хореограф; умерла в Нью-Йорке;
- Сын — Емельян Борисович Сичкин (род. 1954), композитор; живёт в США; внук Борис.

## Фильмография
| Год  |   | Название                                                          | Роль                                                                 |
| ---- | - | ----------------------------------------------------------------- | -------------------------------------------------------------------- |
| 1954 | ф | Анна на шее                                                       | ухажёр                                                               |
| 1962 | ф | Капитаны голубой лагуны                                           | контрабандист                                                        |
| 1963 | ф | Секретарь обкома                                                  | начальник отдела кадров театра                                       |
| 1964 | ф | До свидания, мальчики!                                            | конферансье                                                          |
| 1966 | ф | Последний жулик                                                   | администратор гостиницы                                              |
| 1966 | ф | Неуловимые мстители                                               | Буба Касторский, артист-солист Императорского театра драмы и комедии |
| 1968 | ф | Новые приключения неуловимых                                      | Буба Касторский / цыган на сввдьбе                                   |
| 1968 | ф | Интервенция                                                       | куплетист-чечёточник                                                 |
| 1968 | ф | На войне как на войне                                             | старший лейтенант Селиванов, командир трофейщиков                    |
| 1969 | ф | Золотые ворота                                                    | прапорщик Несмачный                                                  |
| 1969 | ф | Варвара-краса, длинная коса                                       | жених-престидижитатор                                                |
| 1970 | ф | А человек играет на трубе                                         | Борис Михайлович, директор гостиницы                                 |
| 1970 | ф | Любовь к трём апельсинам                                          | Кухарка                                                              |
| 1971 | ф | Тропой бескорыстной любви                                         | гость Михалыча                                                       |
| 1971 | ф | Большой янтарь                                                    | музыкальный критик, член жюри конкурса                               |
| 1972 | ф | Пятьдесят на пятьдесят                                            | назойливый посетитель в биллиардной                                  |
| 1972 | ф | Последние дни Помпеи                                              | Владимир Павлович Кукин                                              |
| 1972 | ф | Золотые рога                                                      | разбойник Одуванчик                                                  |
| 1972 | ф | Стоянка поезда — две минуты                                       | мнимобольной городошник                                              |
| 1973 | ф | Неисправимый лгун                                                 | переводчик                                                           |
| 1974 | ф | Большой аттракцион                                                | массовик-затейник (нет в титрах)                                     |
| 1978 | ф | Повар и певица                                                    | Хасан Хасаныч Бармалиев, директор дома быта                          |
| 1987 | ф | Сладкая Лорейн                                                    | Иван                                                                 |
| 1989 | ф | Последние дни / The Final Days                                    | Л. И. Брежнев                                                        |
| 1991 | ф | Суперинтендант                                                    | электрик                                                             |
| 1995 | ф | Никсон                                                            | Л. И. Брежнев                                                        |
| 1997 | ф | Бедная Саша                                                       | Растопчин, профессиональный нищий («Дед Мороз»)                      |
| 1998 | ф | Третья мировая (en)                                               | генерал Сошкин, новый лидер СССР                                     |
| 2000 | с | Марш Турецкого, серии «Опасно для жизни», «Убийство на Неглинной» | авторитетный бизнесмен в Санкт-Петербурге                            |
| 2001 | с | Третья смена, серия «After Time»                                  | Ури                                                                  |
| 2001 | с | ПМЖ                                                               | Натан                                                                |

## Награды
- медаль «За боевые заслуги» (25.10.1943)[4]
- медаль «За оборону Сталинграда»[5]
- медаль «За оборону Киева»
- медаль «За освобождение Варшавы»
- медаль «За освобождение Праги»
- медаль «За взятие Кёнигсберга»
- медаль «За взятие Берлина»
- медаль «За победу над Германией в Великой Отечественной войне 1941—1945 гг.»[6]